# The Grates
The Grates sind eine australische Indie-Rockband aus Brisbane, Australien. Stilistisch ist die Musik des australischen Trios zwischen den Yeah Yeah Yeahs und Be Your Own Pet anzusiedeln. Ihr Debütalbum Gravity Won't Get You High erschien mit großem Erfolg im April 2006 in Australien. Zwei Monate später wurde ebenfalls ihr Album in Großbritannien und in den USA veröffentlicht. Die erste Album-Auskopplung war 19-20-20 und wurde veröffentlicht im März 2006 im iTunes Music Store.

## Diskografie

### Alben
| Jahr | Titel                      | Höchstplatzierung, Gesamtwochen, AuszeichnungChartsChartplatzierungen (Jahr, Titel, Platzierungen, Wochen, Auszeichnungen, Anmerkungen) | Anmerkungen |
| Jahr | Titel                      | AU | Anmerkungen |
| ---- | -------------------------- | --- | ----------- |
| 2006 | Gravity Won’t Get You High | AU9 (10 Wo.)AU |             |
| 2008 | Teeth Lost, Hearts Won     | AU6 (5 Wo.)AU |             |
| 2011 | Secret Rituals             | AU11 (3 Wo.)AU |             |

Weitere Alben
- 2014: Dream Team

### Singles
- 2004: Nightstick
- 2005: Sukkafish
- 2006: 19-20-20